# KRACK
KRACK（英語: Key Reinstallation AttaCKs）とは、Wi-Fiの脆弱性の総称である。米国時間の2017年10月16日に、専門家のMathy VanhoefがWi-Fiのプロトコルで暗号化に利用されるWPA2で深刻な脆弱性があると発表した。
WPA2は、これまで安全な暗号化方式だと認識されていたために、この暗号方式を利用している利用者が多い。主にWindows、macOS、iOSデバイス、Android、Wi-Fiルーターなどさまざまな機器で利用されており、大きな影響となっている。

## 詳細
現在利用されているほとんどのWindows、macOS、iOSデバイス、Android、無線LANアクセスポイントは、Wi-Fi接続のセキュリティ接続でWPA2暗号化を多くのユーザーが利用している。そのため多くのユーザーが攻撃の対象となる。攻撃者はユーザーのデバイスとルーターの間のWi-Fi通信の一部に割り込むことが可能。
ただしHTTPSを用いて暗号化されている場合は、攻撃者は内容を知ることは不可能である。攻撃者は、脆弱性を用いてWi-Fiパスワードを盗むことはできない。しかしトラフィックを復号して読むことは可能である。空港や喫茶店などの多くの公共施設のWi-Fiもこの脆弱性を持つ可能性が大きい。

## 各OSの対応状況
- Microsoft Windows
  - 2017年10月のセキュリティアップデートで修正。
    - Windows 7: KB4041681、KB4041678[2]
    - Windows 8.1: KB4041693、KB4041687[2]
    - Windows 10: KB4042895[2]
    - Windows Server 2008: KB4042723[2]
    - Windows Server 2012: KB4041690、KB4041679[2]
    - Windows Server 2016: KB4041691[2]
- macOS
  - 2017年10月31日のセキュリティアップデートで修正[3]
    - macOS High Sierra: 10.13.1[3]
    - macOS Sierra: 2017-001[3]
    - OS X El Capitan: 2017-004[3]
- iOSデバイス
  - iOS 11.0.3以下のバージョンが影響を受ける。iOS 11.1で修正[4]。
- Apple TV
  - tvOS 11.0以下が影響を受ける。tvOS 11.1で修正[4]。
- Android
  - 2017年11月6日のセキュリティパッチレベルで修正[5]。
- ルーター
  - 各メーカーごとのサイト、問い合わせなどで確認する必要がある。